# Itylos (bướm)
Itylos là một chi bướm trong họ Lycaenidae.

## Các loài
Các loài trong chi gồm:
- Itylos fumosus (Balletto, 1993)
- Itylos mashenka Bálint, 1993
- Itylos mira Bálint & Lamas, 1999
- Itylos pasco Bálint & Lamas, 1994
- Itylos pnin Bálint, 1993
- Itylos titicaca (Weymer, 1890)[2]